# O-ring

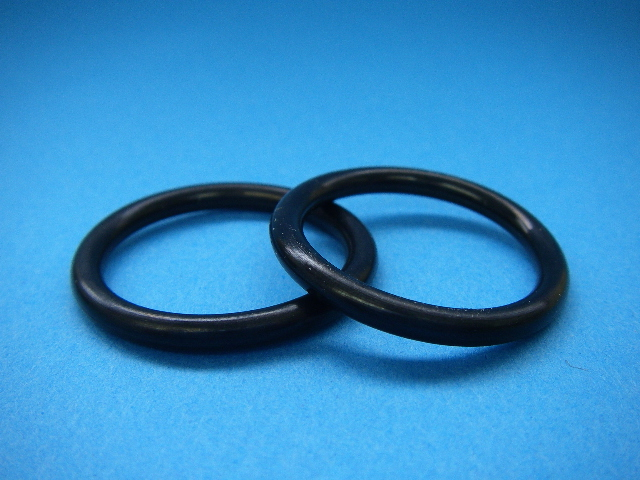
O-ringen

Een O-ring is een ring van flexibel materiaal zoals rubber, die tussen twee delen in ligt die gasdicht of vloeistofdicht moeten worden samengevoegd. Een O-ring is een soort pakking in bijvoorbeeld een flens. De O-ring ontleent de naam aan de ronde vorm (als in de letter O).
Een O-ring wordt in een groef gelegd die in een van de twee te verbinden delen is gefreesd. Het andere deel sluit vlak op de O-ring aan. Vervolgens worden beide delen zodanig met elkaar verbonden dat de druk op de O-ring de binnenzijde hermetisch afsluit van de buitenzijde. De flexibiliteit van O-ringen past onvolmaaktheden in de opzettende delen aan.
Doordat de constante druk de ring vervormt dient een O-ring na het losnemen van de verbinding te worden vervangen voordat de verbinding opnieuw wordt gemaakt.

## Materialen
De meeste O-ringen worden van synthetisch rubber gemaakt, dat in vele variëteiten verkrijgbaar is. Sommige materialen kunnen extreme temperaturen weerstaan en anderen hebben goede weerstand tegen agressieve chemische producten. Er zijn databases beschikbaar om de verenigbaarheid en/of de al dan niet overeenstemming met het bestemde gebruik vooraf te bepalen.

## Spaceshuttle Challenger
Een berucht voorbeeld van onjuist gebruik van O-ringen betreft de afdichting van de stuwraket van de spaceshuttle Challenger. Door onderkoeling verloor de ring zijn elasticiteit, waardoor hete verbrandingsgassen gingen lekken tegen de grote centrale vloeibarebrandstoftank. Dit leidde ten slotte tot de ramp met de Challenger.